# The Krauts
The Krauts (von der englischen Bezeichnung Krauts für die Deutschen) sind ein deutsches Musikproduzententeam, das im Hip-Hop aktiv ist. Es besteht aus den Berliner Musikern David Conen und Vincent von Schlippenbach sowie dem Kölner Dirk Heinz Berger.

## Geschichte
Bis 2004 waren Conen und von Schlippenbach unter den Namen Monk und DJ Illvibe Mitglieder der Band Moabeat. Sie hatten bereits Bandveröffentlichungen geschrieben und produziert und übernahmen nach dem Ende der Band diese Aufgabe auch für andere Hip-Hop-Interpreten. Zu ihnen stieß Dirk Heinz Berger, der in Schlippenbachs neuer Jazzband Lychee Lassi als Gitarrist spielte. Ihr erster großer Erfolg war 2006 die Beteiligung am Siegertitel des Bundesvision Song Contest Ding von Seeed. Im Jahr darauf arbeiteten sie für Seeed-Mitglied Boundzound an dessen erfolgreichem Solodebütalbum maßgeblich mit. Außerdem produzierten sie für Miss Platnum, die als Backgroundsängerin bei Moabeat begonnen hatte, das Album Chefa.
Großen Erfolg hatte das von ihnen produzierte Album Stadtaffe inklusive des Singlehits Haus am See von Peter Fox. Es war vier Wochen auf Platz 1 der deutschen Albumcharts und über die Landesgrenzen hinaus erfolgreich. Zusammen mit Fox erhielten sie daraufhin bei der Echoverleihung 2009 die Auszeichnung als Produzenten des Jahres. 2009 produzierten sie für Miss Platnum das Album The Sweetest Hangover und 2011 für Marteria das Album Zum Glück in die Zukunft. Des Weiteren arbeiteten sie auch für Die Fantastischen Vier, die Beatsteaks und Cassandra Steen.
2012 unterschrieben die Krauts beim Musikverlag BMG. Danach produzierten sie für Marteria, Miss Platnum und Yasha Conen, Davids Bruder, die EP Lila Wolken. Der gleichnamige Titelsong Lila Wolken erreichte Platz 1 der deutschen Singlecharts. Auch das Album Weltraumtourist von Yasha wurde von ihnen produziert.
2013 produzierten sie für Marteria das Album Zum Glück in die Zukunft II, aus dem die beiden Single-Hits Kids (2 Finger an den Kopf) und OMG! erfolgreich ausgekoppelt wurden, 2014 produzierten sie für Miss Platnum das Album Glück und Benzin, aus dem die Singles 99 Probleme, Letzter Tanz und Glück und Benzin ausgekoppelt wurden. 2015 produzierten sie für Marsimoto das Album Ring der Nebelungen, aus dem die Singles La Saga, Illegalize It und Tijuana Flow ausgekoppelt wurden.

### Erfolge beim Bundesvision Song Contest
Die Krauts nahmen insgesamt fünfmal als Autoren beim Bundesvision Song Contest zwischen 2006 und 2014 teil. 2006 schrieben sie für Seeed den Siegertitel Ding. 2009 gewannen sie erneut mit dem Lied Schwarz zu blau das sie für Peter Fox geschrieben haben. Allerdings wurden beide Siegertitel nur von Conen und Schlippenbach verfasst, Berger wirkte nur an den anderen drei Stücken mit. Conen und Schlippenbach zählen zusammen mit Peter Fox zu den einzigen Autoren, die den Wettbewerb zweimal gewinnen konnten. Ebenso halten beide den Rekord für die meisten Teilnahmen als Autoren, Berger folgt in der Rangliste auf dem dritten Platz (zusammen mit Marcus Brosch und Sebastian Kirchner) mit seinen drei Teilnahmen. Conen und Schlippenbach sind auch die einzigen Autoren, die zwei Mal mit zwei Titeln während eines Wettbewerbes teilnahmen.
- 2006: Seeed – Ding (Conen und Schlippenbach)
- 2009: Marteria – Zum König geboren (Berger, Conen und Schlippenbach)
- 2009: Peter Fox – Schwarz zu blau (Conen und Schlippenbach)
- 2014: Marteria – Mein Rostock (Berger, Conen und Schlippenbach)
- 2014: Miss Platnum – Hüftgold Berlin (Berger, Conen und Schlippenbach)

## Autorenbeteiligungen und Produktionen
Lieder
- Ding / Seeed (2006)
- Nikki war nie weg / Die Fantastischen Vier (2007)
- Kaputt / Beatsteaks (2007)
- Dann mach doch mal / Die Fantastischen Vier (2010)
- Camouflage / Cassandra Steen (2011)
- Lila Wolken / Marteria, Yasha & Miss Platnum (2012)
- Strand / Yasha (2013)
- Blue Uganda / Marteria, Maeckes, Abramz, Sylvester, Lady Slyke, Bris Jean
- Graffiti Love / Adel Tawil feat. Humpe & Humpe (2013)
- La Saga / Marsimoto (2015)
- An Der Tischtennisplatte / Marsimoto (2015)
- Meisterwerk / Marsimoto (2015)
- Illegalize It / Marsimoto (2015)
- Ring Der Nebelungen / Marsimoto (2015)
- Green Pangea / Marsimoto (2015)
- 7 Leben / Marsimoto (2015)
- FlyWithMe / Marsimoto (2015)
- Zecken Raus / Marsimoto (2015)
- Trippin / Marsimoto (2015)
- ON / Nils Wülker (2017)[3]
- Real Recognize Real / Kontra K (2018)
- Wo du stehst / Chefket (2018)
- Love & Courvoisier (RMX) / Seeed feat. Rote Mütze Raphi (2021)
- Zukunft Pink / Peter Fox feat. Inéz (2022)
- Weiße Fahnen / Peter Fox (2023)

Alben
- Boundzound / Boundzound (2007)
- Chefa / Miss Platnum (2007)
- Stadtaffe / Peter Fox (2008)
- The Sweetest Hangover / Miss Platnum (2009)
- Zum Glück in die Zukunft / Marteria (2010)
- Weltraumtourist / Yasha (2013)
- Zum Glück in die Zukunft II / Marteria (2014)
- Glück und Benzin / Miss Platnum (2014)
- Roswell / Marteria (2017)
- 1982 / Marteria & Casper (2018)
- Da nich für ! / Dendemann (2019)
- Bam Bam (9 von 11 Liedern) / Seeed (2019)[4]
- 5. Dimension / Marteria (2021)

## Auszeichnungen
- 2009: Echo als Produzenten des Jahres
- 2017: Deutscher Musikautorenpreis (Komposition Hip-Hop)